# Berthe de Bretagne
Pour les articles homonymes, voir Berthe.
Berthe de Bretagne (née en 1114 - décédée en 1156), aussi connue sous le nom de Berthe de Cornouaille, fille de Conan III de Bretagne et de Mathilde FitzRoy, fille illégitime d'Henri Ier Beauclerc, fut suo jure duchesse de Bretagne de 1148 à 1156. Elle est le dernier membre de la maison de Cornouaille à régner sur la Bretagne.

## Biographie
En 1138, Berthe se marie à Alain le Noir, créé 1er comte de Richmond par Étienne d'Angleterre pour le récompenser de son rôle dans la déposition de Mathilde l'Emperesse. Le mariage entre Berthe et Alain aurait eu comme but de réunir la Bretagne au camp mené par Étienne lors de l'Anarchie anglaise.
En 1146, son époux meurt, et Berthe retourne en Bretagne où elle se marie à Eudon II, vicomte de Porhoët. Deux ans plus tard, son père le duc Conan III, sur son lit de mort, désavoue son fils Hoël, au motif que ce dernier serait un bâtard. Il reconnaît alors son petit-fils Conan, né de la première union de Berthe, pour héritier sous la tutelle d'Eudon de Porhoët. Berthe devient alors l'héritière de Bretagne. Le refus d'Hoël d'accepter cette mise à l'écart provoque une grave crise successorale.
Quand Berthe décède en 1156, une guerre éclate entre Eudon qui souhaite s'approprier le pouvoir, et son fils Conan allié à Hoël. À la fin de 1156, Conan arrivera cependant à vaincre son beau-père et à sauvegarder l'héritage de sa mère.

### Unions et descendance
De son union avec Alain le Noir le 6 décembre 1138, Berthe eut trois enfants :
- Conan, futur duc de Bretagne sous le nom de Conan IV ;
- Constance († apr. 1184), mariée à Alain III de Rohan ;
- Enoguen († vers 1187), abbesse de Notre-Dame du Nid-au-Merle.

De son union avec Eudon II de Porhoët en 1147, elle eut deux enfants :
- Geoffroi de Porhoët († apr. 1155) ;
- Adélaïde, ou Alix, dite de Bretagne († 29 octobre 1220) abbesse de Fontevrault.

### Sources
- (en) Cet article est partiellement ou en totalité issu de l’article de Wikipédia en anglais intitulé « Bertha, Duchess of Brittany » (voir la liste des auteurs).